# Kandi K11
Kandi K11 – elektryczny samochód osobowy klasy miejskiej produkowany pod chińską marką Kandi w latach 2013–2016.

## Historia i opis modelu

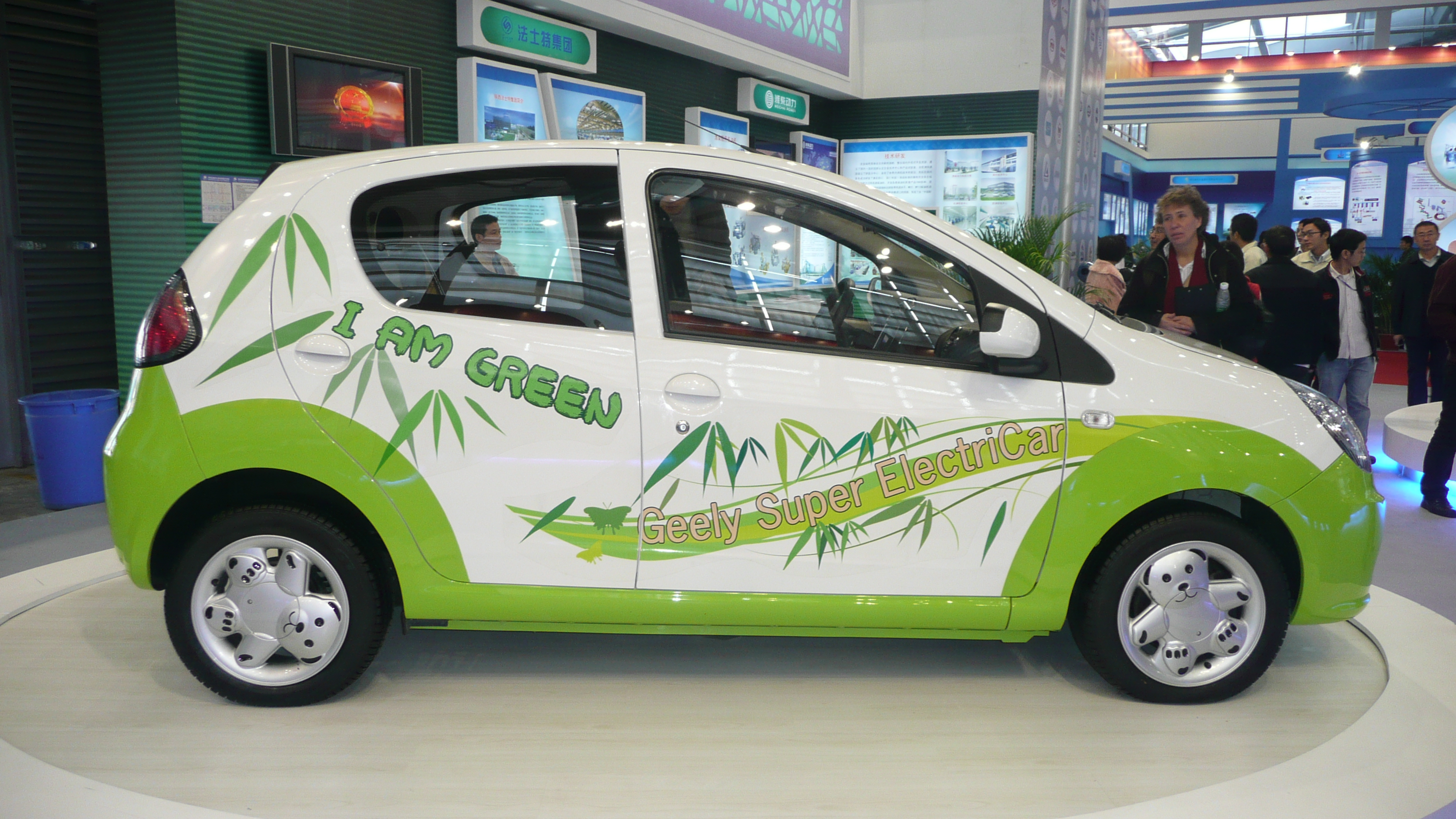
Kandi K11 - profil

Na mocy nawiązanego w 2013 roku partnerstwa z chińskim potentatem branży motoryzacyjnej Geely, początkujące przedsiębiorstwo Kandi Technologies przedstawiło bliźniaczą wersję modelu Geely Panda pod własną marką. Samochód pod kątem wizualnym wyróżniał się jedynie stylistycznymi detalami, większość zmian przechodząc pod kątem technicznym - stając się samochodem elektrycznym.

### Zastosowanie
Kandi K11 znalazło się we wlocie samochodów elektrycznych dostarczanych przez producenta dla usług carsharingu w chińskim mieście Hangzhou razem z mniejszym modelem K10.

### Dane techniczne
Elektryczny układ napędowy Kandi K11 rozwija maksymalną moc 47 KM przy 103 Nm maksymalnego momentu obrotowego i 102 km/h prędkości maksymalnej. Od 0 do 100 km/h pojazd rozpędza się w 10 sekund.